# K-nada

K-nada est un court métrage français réalisé par Hubert Charuel, sorti en 2014.

## Fiche technique
- Titre : K-nada
- Réalisation : Hubert Charuel
- Scénario : Hubert Charuel et Claude Le Pape
- Photographie : Sébastien Goepfert
- Décors : Jacques Girault
- Montage : Julie Lena
- Son : Marc-Olivier Brullé , Alexis Meynet (montage) et Raphaël Hénard (mixage)
- Production : Les Films Velvet
- Lieu de tournage : Saint-Dizier
- Pays d'origine :  France
- Durée : 22 minutes
- Date de sortie : 15 juillet 2014

## Distribution
- Valentin Lespinasse : Valentin
- Grégoire Pontécaille : Grégoire
- Franc Bruneau : Michel
- Claude Le Pape : la cliente du bowling

## Distinctions

### Récompenses
- 2015 : Prix CCAS au Festival Premiers Plans d'Angers[1]

### Sélections
- 2015 : Festival international du court métrage de Clermont-Ferrand[2]
- 2015 : Festival international du court métrage de Bruxelles[3]
- 2015 : Festival européen du film court de Brest[4]